# 82463 Mluigiaborsi
82463 Mluigiaborsi è un asteroide della fascia principale. Scoperto nel 2001, presenta un'orbita caratterizzata da un semiasse maggiore pari a 3,1179018 UA e da un'eccentricità di 0,1562196, inclinata di 4,10014° rispetto all'eclittica.
L'asteroide è dedicato al soprano italiano Maria Luigia Borsi.